# Анастасієвсько-Троїцьке нафтогазоконденсатне родовище
Анастасієвсько-Троїцьке нафтогазове родовище — розташоване на Кубані, західніше міста Краснодара.
Центр родовище — станиця Ахтирська. Відкрите на початку 60-х років XX століття.

## Характеристика
Пов'язане з брахіантикліналлю в межах Анастасіївсько-Краснодарської антиклінальної зони. Встановлено 10 покладів в пліоцені та міоцені на глиб. 750—1770 м. Поклади пластові, склепінчасті. Газ містить 91-98% метану. Нафта малосірчиста (S до 0,3%), густиною 830—908 кг/м3.

## Технологія розробки
Родовище відкрите близько 1000 свердловинами.